# 成瀬つばさ
成瀬 つばさ（なるせ つばさ、1986年12月24日 - ）は、日本のメディアアーティスト。

## プロフィール
国立音楽大学在学中は、音楽文化デザイン学科にてコンピュータ音楽を研究する傍ら、ジャズピアニスト・キーボーディストとして様々な演奏活動を行っていた。
4年次より、演奏活動は休止。 卒業後は多摩美術大学大学院に進み、現在はサウンド&メディアアートの分野で研究・創作活動を行う。
独学でiPhoneアプリの開発を始め、「リズムシ」はApp Storeで公開後、話題のアプリとなる。
開発したアプリはグラフィックから音、プログラミングまでのすべてを自身で手がけている。
現在は玉川上水を中心に、多摩・武蔵野の自然や歴史に関する活動を行っている。
「まるごと玉川上水ブログ」で玉川上水の情報を発信中。
玉川上水の自然保護を考える会、玉川上水ネット所属、まるごと玉川上水かんさつ会 会長。
NACS-J 自然観察指導員。2級ビオトープ管理士。
日本茶検定1級、日本茶アドバイザー、江戸文化歴史検定2級。

## 主な作品

### 著書
『ひみつのゴマちゃん ゴマダラチョウの不思議な生活』晶文社　2017

### iOSアプリ
リズムシシリーズiPhone/iPadアプリケーションのシリーズ作品。手描き素材を使ったへたうまなイラストと、本格的なサウンドのギャップが人気を博し、総計で400万ダウンロード以上を記録している。平成23年度文化庁メディア芸術祭新人賞他、多数受賞。
- リズムシ (2010年)
- タタキムシ (2010年)
- オトツムギ (2010年)
- オトブロック (2010年)
- オトスケッチ (2010年)
- ウラナイムシ (2010年)
- ラップムシ (2011年)
- サムライムシ (2012年)
- ジッケンムシ (2012年)
- ユキスケッチ (2012年)
- 日本茶ムシ (2013年)

爆風スランプ サンプラザ中野くんとの公式コラボアプリ
- サンプラーthe中野くん
- サンプラーthe中野くんII

MAN WITH A MISSION との公式コラボアプリ
- ムシウィズ

### 映像作品
- セカイノカタチ (2009年)

## 受賞歴
＊2009
- NHK デジタル・スタジアム ベストセレクション

＊2010
- 第16回 学生CGコンテスト　インタラクティブ部門 優秀賞
- iPhone・iPadアプリ大賞2010　最優秀賞＋永沢和義賞
- ミートアイ Award 2010 BEST FUNNY APPS

＊2011
- APP DIME 第１回スマートフォンアプリ大賞　エンターテインメント部門 ノミネート
- 第17回 学生CGコンテスト　優秀賞
- Student Web Service Award 2011　グランプリ
- CEDEC AWARDS 2012　ビジュアル・アーツ部門 優秀賞
- 王様のブランチ 2011年満足度No.1音楽アプリ(meet i)
- 第15回文化庁メディア芸術祭　新人賞

＊2012
- eAT Digital Creative Award 2012　審査員特別賞 明和電機賞
- CEDEC AWARDS 2012 ビジュアル・アーツ部門 優秀賞